# Episodi di One Piece (sesta stagione)
Questa lista comprende la sesta stagione della serie televisiva anime One Piece, prodotta da Toei Animation, diretta da Kōnosuke Uda e tratta dall'omonimo manga di Eiichirō Oda.
La sesta stagione è divisa in due parti: la prima si intitola Isola nel cielo: saga di Skypiea (空島・スカイピア篇?, Sorajima: Sukaipia hen) e raggruppa gli episodi dal 144 al 173, mentre la seconda è intitolata Isola nel cielo: saga della campana d'oro (空島・黄金の鐘篇?, Sorajima: ōgon no kane hen) e comprende gli episodi dal 174 al 195. In essa la ciurma di Cappello di Paglia riesce da Jaya a giungere a Skypiea, l'isola nel cielo, e qui si scontra con Ener e i suoi seguaci. I 52 episodi sono andati in onda in Giappone su Fuji TV dal 9 febbraio 2003 al 13 giugno 2004. In Italia sono stati trasmessi su Italia 1 dal 20 giugno al 22 novembre 2005; fu l'ultimo blocco di episodi trasmesso prima di una pausa di tre anni.
Le sigle di apertura adottate sono Hikari e (ヒカリヘ?) dei The Babystars fino all'episodio 168 e Bon voyage! dei Bon-Bon Blanco per i restanti, mentre le sigle di chiusura sono Free Will dei Ruppina per gli episodi fino al 156, FAITH sempre dei Ruppina per gli episodi dal 157 al 168, A to Z degli ZZ per gli episodi dal 169 al 181 e Tsuki to taiyō (月と太陽?) di Shela per i restanti episodi. L'edizione italiana ha adottato invece come sigla unica di apertura e di chiusura Tutti all'arrembaggio! di Cristina D'Avena e Giorgio Vanni

## Lista episodi
| Nº  | Titolo italiano Giapponese 「Kanji」 - Rōmaji - Traduzione letterale | In onda           | In onda           |
| Nº  | Titolo italiano Giapponese 「Kanji」 - Rōmaji - Traduzione letterale | Giapponese        | Italiano          |
| 144 | Masira, il re del recupero delle navi affondate 「奪われた記録（ログ)！サルベージ王マシラ！」 - Ubawareta rogu! Sarubēji ō Mashira! – "Il Log è rotto! Il re dei recuperi, Mashira!" | 9 febbraio 2003   | 20 giugno 2005    |
| 144 | Dalla nave precipitata dal cielo viene recuperata una mappa che parla di un'isola chiamata Skypiea. Il Log Pose di Nami comincia a puntare verso l'alto e pensa che si sia rotto, ma Robin le spiega che probabilmente l'ago è stato attratto da un'isola del cielo. Da una bara della nave Robin analizza un teschio e, insieme a Chopper, intuisce che la nave abbia più di duecento anni. Per trovare più informazioni, Nami manda Rufy, Zoro e Sanji sott'acqua a recuperare altri oggetti. All'improvviso appare una nave capitanata da Mashira, intenzionato a recuperare il relitto della nave precipitata. Grazie all'aiuto della sua ciurma e delle sue macchine, Mashira riesce quasi a farlo riemergere, finché non viene avvisato della presenza di intrusi all'interno del relitto, cioè di Rufy, Zoro e Sanji. Mashira li raggiunge e ci fa anche amicizia, ma poco dopo il relitto viene divorato insieme a loro da una tartaruga gigante. |                   |                   |
| 145 | State lontani dalla flotta di Barbabianca 「怪物登場！ 白ひげ一味には手を出すな」 - Kaibutsu tōjō! Shirohige ichimi ni hate o dasu na – "I mostri appaiono! Non toccate la ciurma di Barbabianca" | 16 febbraio 2003  | 22 giugno 2005    |
| 145 | La tartaruga gigante riemerge, facendo capire a tutti la sorte dei pirati. Tuttavia Rufy esce dall'acqua, seguito da Sanji e Zoro e i tre sono carichi di oggetti presi dalla nave. Questo genera l'ira di Mashira che appena esce dall'acqua, cerca di attaccarli. Improvvisamente le ombre di giganteschi uomini alati si allungano nel mare, così la ciurma terrorizzata si allontana velocemente da quel luogo. Dopo essere fuggiti scacciano Mashira che si trovava sulla nave insieme a loro e a cui Robin ruba un Eternal Pose che punta verso un'isola di nome Jaya. A questo punto i pirati decidono di dirigersi verso quel posto per avere ulteriori informazioni sull'isola del cielo e per sapere come raggiungerla. Contemporaneamente la ciurma di Bagy viene a conoscenza delle nuove taglie di Rufy e Zoro, ma Bagy vuole aspettare che diventino più proficue prima di attaccare i due pirati e si mette a festeggiare. Nel frattempo Ace sale a bordo della loro nave per unirsi alla festa e mangiare insieme a loro. Bagy ordina ai suoi uomini di non affrontarlo per nessuna ragione, essendo Ace comandante di una delle flotte di Barbabianca. Bagy aggiunge inoltre che Barbabianca è un pirata che tiene moltissimo ad ognuno dei suoi uomini e che non perdonerebbe mai nessuno che osi mettere le mani sulla sua ciurma. Racconta poi ai suoi uomini che una volta, molti anni prima, Bagy aveva avuto persino il grande onore di incontrarlo. Ace si meraviglia che Bagy conosca Barbabianca e lo invita quindi a proseguire con i festeggiamenti, ovviamente con il sommesso benestare del clown pirata.                                                                |                   |                   |
| 146 | Vietato sognare 「夢を見るな！ 嘲りの街モックタウン！」 - Yume o miru na! Azakeri no machi Mokkutaun! – "Smetti di sognare! La città del ridicolo, Mock Town!" | 23 febbraio 2003  | 27 giugno 2005    |
| 146 | La ciurma giunge sull'isola di Jaya e scopre che questa è abitata essenzialmente da criminali e pirati. Zoro e Rufy scendono dalla Going Merry per esplorare l'isola e Nami li raggiunge e li fa promettere di non scatenare risse. Dopo aver visitato il villaggio e incontrato Cirkeys, entrano in una taverna per avere qualche informazione sull'isola del cielo. Rufy ha un battibecco con Barbanera sul cibo servito nel locale e poi viene affiancato da Bellamy. Egli colpisce Rufy con l'intenzione di sfidarlo per la sua taglia. Nami chiede qualche informazione sull'isola del cielo e viene immediatamente derisa, con i suoi compagni, dai presenti, perché considerano quest'isola una semplice invenzione. Infatti i pirati di Bellamy credono in una futura "nuova era" in cui non ci saranno più pirati sognatori, e per questo si fanno beffe di coloro che hanno un sogno. |                   |                   |
| 147 | Capitano Orangutan 「海賊の高み！ 夢を語る男と海底探索王」 - Kaizoku no takami! Yume o kataru otoko to kaitei tansaku ō – "Il valore di un pirata! L'uomo che parla dei sogni e il re delle esplorazioni subacquee" | 9 marzo 2003      | 29 giugno 2005    |
| 147 | Bellamy e i suoi uomini picchiano violentemente Rufy e Zoro, che però non si difendono. Entrambi infatti ritengono che non sia adeguato scontrarsi senza una reale motivazione. Picchiati e derisi, i tre pirati vengono allontanati dalla taverna. Fuori incontrano Barbanera con cui Rufy aveva litigato poco prima, che mostra una certa simpatia per il ragazzo. Barbanera rivolge parole di amicizia a Rufy e ai suoi compagni, dicendo loro anche che l'isola del cielo esiste davvero. La ciurma, sotto consiglio di Robin, riprende il mare dirigendosi verso l'altro lato dell'isola: qui infatti vive Cricket, che potrebbe avere qualche informazione su Skypiea. Durante il viaggio, la Going Merry incrocia la nave di Orangutan, che, avendo sentito che loro avevano picchiato Mashira, sfascia la nave col suo sonar. |                   |                   |
| 148 | La leggenda di Noland il bugiardo 「伝説の一族！「うそつきノーランド」」 - Densetsu no ichizoku! "Usotsuki Nōrando" – "La famiglia leggendaria! "Noland il bugiardo"" | 16 marzo 2003     | 1º luglio 2005    |
| 148 | Arrivati nell'altro lato dell'isola, la ciurma avvista un grandissimo palazzo: questa però è solo una copertura di legno per una dimora molto più modesta e tagliata verticalmente a metà. Robin rivela che Cricket fu scacciato da Mock Town perché si pensava dicesse bugie: infatti afferma che a Jaya ci siano grandi quantità di oro. Scesa sull'isola, la ciurma trova un libro che parla di Noland. Questi infatti quattrocento anni prima, nel regno dove viveva, parlò dell'esistenza di un'isola ricolma d'oro, ovvero Jaya. Si decise di finanziarlo e di affidargli duemila uomini per la spedizione. Dopo immani peripezie e gravi perdite umane, solo pochi uomini giunsero sull'isola, ma non vi trovarono alcuna traccia di oro. Noland pertanto fu condannato a morte per la presunta bugia. La ciurma di Rufy viene attaccata da Cricket, che però ha un improvviso malore. Cricket viene aiutato e curato da Chopper e poco dopo si riprende. Cricket svela di essere alla ricerca del tesoro narrato da Noland sul fondo del mare e di essere suo parente. |                   |                   |
| 149 | L'uccello del sud 「雲舵 いつぽい!サウスパードをあえ」 - Kumo kaji itsu poi! Sausu Bādo woae – "Rotta verso le nuvole! Catturare il South Bird" | 23 marzo 2003     | 4 luglio 2005     |
| 149 | Cricket decide di rivelare le sue informazioni su Skypiea. Infatti, rivela che delle volte il cielo si oscura improvvisamente a causa dei cumulonembi fossili, che costituiscono la base dell'isola del cielo. Per salirci la ciurma dovrebbe sfruttare una corrente particolare, la Knock up Stream. Questa è talmente forte da riuscire a sollevare un'imbarcazione. Mentre la ciurma festeggia prima della partenza, Cricket svela l'ultima frase riportata nel diario di Noland: credo di aver visto l'oro nell'occhio del teschio. Improvvisamente Cricket si ricorda che per questo viaggio occorre uno strumento infallibile per potersi orientare: il South Bird. Mentre i pirati vanno alla ricerca di questo uccello, la coalizione della montagna delle scimmie inizia a riparare la Going Merry e a prepararla per il viaggio. Intanto la ciurma di Bellamy giunge da Cricket e gli impone di consegnargli tutto il suo oro. |                   |                   |
| 150 | Scontro fra Bellamy e la Coalizione della Montagna delle Scimmie 「幻想は叶わない！？ ベラミ－ＶＳ猿山連合」 - Gensō wa kanawa nai!? Beramī VS Saruyama rengō – "I sogni non si realizzano!? Bellamy contro l'alleanza Saruyama" | 13 aprile 2003    | 6 luglio 2005     |
| 150 | Bellamy utilizzando il potere del suo frutto del diavolo Coil Coil, che gli permette di trasformare il suo corpo in una molla, riesce a sconfiggere Mashira, Orangutan e Cricket e ruba il loro oro. Rufy e la sua ciurma, dopo avere catturato un South bird, tornano all'abitazione di Cricket e trovano i tre feriti e la Going Merry sventrata. Ciò genera l'ira di Rufy che decide di vendicare Cricket e di recuperare l'oro. Intanto a Mock Town giungono i nuovi avvisi di taglia: quella di Rufy è pari a 100 milioni di berry mentre quella di Zoro è pari a 60 milioni. Anche Bellamy viene avvisato, non credendo però nella loro veridicità. Infine Rufy arriva da Bellamy imponendogli la restituzione dei tesori rubati. |                   |                   |
| 151 | L'uomo da cento milioni di danari! 「一億の男！ 世界最高権力と海賊黒ひげ」 - Ichioku no otoko! Sekai saikō kenryoku to kaizoku Kurohige – "L'uomo da cento milioni! La più grande autorità mondiale e il pirata Barbanera" | 20 aprile 2003    | 8 luglio 2005     |
| 151 | Bellamy, per niente intimorito, continua a deridere Rufy. Bellamy inizialmente sembra avere la meglio, ma Rufy con un solo colpo lo sconfigge, recuperando così l'oro. Nel frattempo si svolge una riunione tra i 5 astri di saggezza, diversi componenti della Flotta dei Sette, cioè Orso Bartholomew, Donquijote Do Flamingo e Drakul Mihawk, e Tsuru con Sengoku per rimpiazzare Crocodile. Alla riunione si presenta Lafitte, della ciurma di Barbanera, che propone quest'ultimo. Intanto Rockstar, dei pirati del Rosso, porta un messaggio a Barbabianca, che però lo ignora richiedendo la presenza diretta di Shanks, che informatosi della sua reazione decide di partire per raggiungerlo. Barbanera scopre la nuova taglia di Rufy e decide di catturarlo con l'aiuto dei suoi uomini. |                   |                   |
| 152 | Rotta verso il cielo 「船は空をゆく！ 突き上げる海流に乗れ」 - Fune wa sora o yuku! Tsukiageru Nokku Appu Sutorīmu – "Naviga nel cielo! Cavalca la Knock Up Stream" | 27 aprile 2003    | 11 luglio 2005    |
| 152 | Il sole sorge su Jaya e la ciurma di Rufy inizia a preoccuparsi, perché non ha ancora fatto ritorno da Mock Town. Proprio in quel momento Rufy li raggiunge e riconsegna a Cricket il suo oro, dopodiché sale a bordo della sua nave per dirigersi verso il punto in cui Cricket ha previsto che avverrà la Knock Up Stream. Subito dopo la Going Merry prende il largo accompagnata dalle navi di Mashira e Orangutan. Altrove i pirati di Barbanera perlustrano le acque circostanti l'isola alla ricerca di Rufy e avvistano grosse nuvole all'orizzonte. La ciurma di Rufy si trova già in zona ed è alle prese con onde gigantesche causate dalla comparsa di un enorme vortice. La Going Merry entra nel vortice e si avvicina progressivamente al centro. In quel momento Barbanera e i suoi compagni la raggiungono e questi dichiara di essere lì per catturare Rufy e Zoro, sulle cui teste pendono grosse taglie. Pochi istanti dopo, però, la Knock Up Stream scaglia in cielo la nave dei pirati di Rufy mentre distrugge quella di Barbanera. La ciurma di Rufy si accorge che la chiglia della nave si sta staccando dalla corrente ascensionale; Nami non si preoccupa e ordina al resto dei suoi compagni di spiegare le vele. In questo modo la Going Merry si stacca completamente dall'acqua, ma continua a salire ad altissima velocità in direzione del cielo. |                   |                   |
| 153 | Il mare in mezzo al cielo e il paradiso 「ここは空の海！ 空の騎士と天国の門」 - Koko wa sora no umi! Sora no kishi to tengoku nomon – "Questo è il mare del cielo! Il cavaliere del cielo e la porta del paradiso" | 4 maggio 2003     | 13 luglio 2005    |
| 153 | La Going Merry riesce a raggiungere il Mare Bianco. Usop decide di tuffarsi e nuotare su questo mare, ma poi Rufy e Robin lo salvano perché ha rischiato di affogare. Improvvisamente la ciurma viene attaccata da Wiper che riesce facilmente a mettere fuori combattimento Sanji, Zoro e Rufy. Giunge in loro soccorso Gan Forr, che mette in fuga Wiper e offre la sua protezione donando alla ciurma un fischietto che servirà proprio per chiamarlo in caso di pericolo. Dopo la sua partenza, la Going Merry giunge alla porta del paradiso: qui incontrano Amazon, che ha il compito di controllare chi entra e chi esce dal Mare Bianchissimo. Amazon chiede alla ciurma chiede un miliardo di Extol a testa per l'embargo, ma la ciurma, non sapendo quando valga un extol in berry, dice di non avere abbastanza soldi. Amazon li fa entrare lo stesso, avvisando Ener e i suoi sacerdoti dell'arrivo dei sette clandestini dal Mare Blu. |                   |                   |
| 154 | Skypiea, l'isola nel cielo 「神の国スカイピア！ 雲の渚の天使たち」 - Kami no kuni Sukaipia! Kumo no nagisa no tenshi tachi – "Skypiea terra divina! Gli angeli della spiaggia di nuvole" | 11 maggio 2003    | 15 luglio 2005    |
| 154 | La Going Merry riesce a raggiungere la spiaggia di Angel Beach a Skypiea. Tutti i membri della ciurma scendono dalla nave e decidono di rilassarsi sulla spiaggia, finché non incontrano Konis e Pagaya. I due mostrano ai pirati le tecnologie dell'isola, tra cui il Waver che si muove grazie a un Dial ventoso. Esistono molti altri tipi di Dial, che Pagaya elenca. Esse sono conchiglie che hanno il potere di assorbire ogni cosa (suoni, vento, luce), per poi rilasciarle. Mentre Nami rimane da sola per provare il Waver, gli altri membri della ciurma si recano a casa di Pagaya. Egli li spiega la natura delle nuvole: esse si dividono in nuvole di terra e in nuvole di mare, e sono fatte di pirobolina, come l'agalmatolite. Nel frattempo Nami giunge in prossimità dell'Upper Yard. |                   |                   |
| 155 | Il mistero dell'Upper Yard 「禁断の聖地！神の住む島と天の裁き！」 - Kindan no seichi! Kami no sumu shima to ten no sabaki! – "Terra sacra proibita! L'isola dove risiede il dio e il giudizio divino!" | 18 maggio 2003    | 18 luglio 2005    |
| 155 | Konis rivela alla ciurma i segreti dell'Upper Yard un luogo in cui è vietato mettere piede senza il permesso di Ener. Questi è capace di controllare tutti gli abitanti dell'isola di Skypiea. Nami in prossimità del luogo proibito è testimone di un terribile combattimento: Zabo viene attaccato da quattro misteriosi individui. Essi sono i sacerdoti di Ener: Satori, Gedatsu, Shura e Ohm. Zabo viene inoltre ucciso da un colpo di Ener. Nami si nasconde e ascoltando i discorsi dei sacerdoti scopre che tutti i membri della ciurma sono in pericolo, perché non hanno pagato il pedaggio ad Amazon, pertanto cerca di tornare dai suoi amici per avvisarli del rischio che corrono. Intanto ad Angel Beach giungono i White Beret per arrestare i pirati. |                   |                   |
| 156 | Le accuse dei berretti bianchi 「早くも犯罪者！？ スカイピアの法の番人」 - Hayaku mo hanzai sha!? Sukaipia no hō no bannin – "Già criminali!? I difensori della legge di Skypiea" | 25 maggio 2003    | 20 luglio 2005    |
| 156 | Mckinley, che comanda i White beret, accusa la ciurma di Rufy di essere entrata a skypiea senza pagare il pedaggio. Per questo pretende che i pirati paghino una cifra pari a 70 milioni di berry. Mentre attendono il ritorno di Nami con la speranza che possa pagare la cifra, nascono alcuni equivoci al seguito dei quali la ciurma si macchia di crimini sempre più gravi. Quando Nami raggiunge la spiaggia si infuria nel sentire l'entità della multa e travolge Mckinley con il waver. La pena per l'aggressione a Mckinley è la nuvola vagante equivalente a una sentenza di morte. Mckinley ordina ai suoi uomini di attaccare, ma Rufy li sconfigge in poco tempo anche con l'aiuto di Zoro e Sanji. Per questo motivo le loro colpe si aggravano ulteriormente e Mckinley li informa che saranno i sacerdoti di Ener a punirli. |                   |                   |
| 157 | La sfida con il Supremo comincia! 「脱出なるか！？動きはじめた神の試練！」 - Dasshutsu naru ka!? Ugoki hajime ta Kami no shiren! – "Possiamo scappare!? I piani del dio sono in moto!" | 15 giugno 2003    | 22 luglio 2005    |
| 157 | Nami insiste affinché la ciurma abbandoni Skypiea prima che le minacce dei White Beret si concretizzino. Konis spiega alla ciurma che per tornare nel mare blu è necessario raggiungere il Cloud End e i pirati si preparano a salpare. Rufy però decide di prendere ancora un po' di cibo, così si fa accompagnare da Sanji e Usop fino alla casa di Pagaya. I loro quattro compagni si preparano a salpare, ma appena Chopper leva l'ancora un'Aragosta Super Express afferra la Going Merry e la trascina verso l'altare sacrificale che si trova nell'Upper Yard. Pagaya spiega a Rufy, Sanji e Usop che loro tre dovranno affrontare una delle prove di Ener, mentre gli altri membri della ciurma sono da considerarsi degli ostaggi. Dopo essersi fatti spiegare in che modo raggiungere i loro amici, Rufy, Usop e Sanji si preparano a salvarli. |                   |                   |
| 158 | La confessione di Konis 「ラブリー通りの罠！ 全能なる神(ゴッド)エネル」 - Roberī toori no wana! Zennō naru Goddo Eneru – "Trappola a Lovely Street! L'onnipotente dio Ener" | 22 giugno 2003    | 25 luglio 2005    |
| 158 | Konis accompagna i tre pirati attraverso Angel Island e durante il viaggio Usop e Sanji notano che gli abitanti dell'isola si tengono lontani da loro. Giunti al porto, Konis indica la sua imbarcazione e consente ai pirati di usarla per andare in soccorso dei loro amici. Prima di salpare, Rufy le chiede come mai stia tremando dalla paura: Konis confessa che ha fatto arrivare l'Aragosta Super Express che ha portato via la loro nave e i loro compagni altrimenti Ener l'avrebbe punita. I tre pirati comprendono le sue motivazioni e la perdonano. Questa confessione provoca l'ira di Ener, infatti all'improvviso un'enorme esplosione distrugge i dintorni del punto in cui si trova Konis. Ella però si salva grazie all'intervento di Gan Forr, che si allontana con Konis a cavallo di Pierre, promettendo di proteggerla finché sarà necessario. Rufy, Usop e Sanji partono alla volta dell'altare sacrificale. |                   |                   |
| 159 | Il tempio divino e la foresta del Supremo 「すすめカラス丸！ 生贄の祭壇を目指せ」 - Susume karasu maru! Ikenie no saidan o mezase – "Va' avanti, piccolo corvo! All'altare sacrificale" | 6 luglio 2003     | 27 luglio 2005    |
| 159 | La corvetta entra nell'Upper Yard. Il primo ostacolo da superare è una serie di gigantesche falci che cadono dall'alto. Il secondo è costituito da numerosi pali di legno appuntiti che vengono scagliati verso il fiume. La terza difficoltà è rappresentata da un boomerang affilato che si avvicina pericolosamente. I tre pirati riescono a salvarsi dopo avere ripetutamente corso il rischio di essere colpiti. Nel frattempo la Going Merry viene abbandonata dall'Aragosta Super Express sull'altare sacrificale. Qui il gruppo viene attaccato da uno squalo del cielo, ma Zoro lo sconfigge e poi decide di esplorare l'isola per incontrare Ener; Robin lo segue intenzionata a studiare le rovine circostanti. Nami si unisce ai due con la speranza di trovare reperti di valore e lascia Chopper sulla nave con l'incarico di sorvegliarla ed effettuare alcune riparazioni per permetterle di salpare di nuovo. Rufy Usop e Sanji si trovano di fronte a una statua di pietra con quattro varchi, ciascuno dei quali conduce alle rispettive quattro prove: la prova della sfera, quella del filo, quella del ferro e quella della palude. |                   |                   |
| 160 | L'incontro con Satori 「生存率10％！心綱使いのサトリ！」 - Seizon ritsu 10%! Mantora tsuna dukai no Satori! – "Percentuale di sopravvivenza 10%! Il sacerdote Satori con il potere del Mantra!" | 13 luglio 2003    | 29 luglio 2005    |
| 160 | Rufy, Sanji e Usop scelgono di affrontare la prova della sfera. Al termine del tunnel si ritrovano in un'altra zona della foresta in cui galleggiano moltissime sfere a mezz'aria. La navigazione procede senza intoppi finché comprendono che le sfere sono piene di trappole come serpenti ed esplosivi e che è molto difficile evitare di scontrarsi con esse. Inoltre Satori si presenta di fronte ai tre pirati. Rufy prova immediatamente a colpirlo, ma Satori schiva il suo pugno e contrattacca, scagliandolo a grande distanza. Sanji cerca di vendicare Rufy, ma ancora una volta Satori utilizza l'abilità chiamata mantra: con essa prevede l'attacco del pirata e immediatamente lo colpisce con la sua tecnica, mandandolo al tappeto. Anche Usop fa la stessa fine e cade fuori dalla barca, che prosegue da sola verso l'uscita. Rufy decide di affrontare il nemico incaricando Sanji e Usop di risalire sulla corvetta e fermarla. Satori utilizza nuovamente il mantra per schivare tutti gli attacchi di Rufy e ferirlo a ripetizione. |                   |                   |
| 161 | Lotta nella foresta perduta 「「玉の試練」の脅威！迷いの森の死闘」 - "Dama no shiren" no kyōi! Mayoi no mori no shitō – "Il pericolo della "prova della sfera"! Lotta fino alla morte nella foresta perduta" | 20 luglio 2003    | 1º agosto 2005    |
| 161 | Poiché Rufy sembra essere fuori combattimento, Satori decide di attaccare gli altri pirati. Rufy però torna alla carica e involontariamente smuove decine di sfere, mettendosi in pericolo con i suoi compagni. Poi inizia a giocare con le liane e questo fa venire in mente a Usop di utilizzare la sua nuova invenzione una fune legata alla cintura, per raggiungere la corvetta. Il piano ha successo, ma Usop si è dimenticato di fare in modo che la fune sia sganciabile, perciò dopo avere raggiunto la barca, torna indietro. Sanji, infuriato, non si fa scrupoli a colpirli per la loro mancanza di serietà. Pochi secondi dopo viene colpito da Satori e crolla a terra. All'altare sacrificale, Chopper rischia di essere mangiato da uno squalo mentre cerca di recuperare un martello che gli è caduto vicino all'acqua. Una volta al sicuro, guarda il fischietto che Gan Forr ha donato alla ciurma e che va usato in caso di pericolo. Osservarlo lo tranquillizza, ma pochi istanti dopo torna a preoccuparsi: Shura lo ha appena raggiunto e dichiara di volerlo uccidere. Chopper non perde tempo e suona il fischietto. Intanto anche Usop e Rufy vengono tramortiti da Satori. |                   |                   |
| 162 | Chopper è in pericolo! 「チョッパー危うし！元神VS神官シュラ」 - Choppā ayaushi! Moto Kami vs. shinkan Shura – "Chopper è in pericolo! L'ex dio contro il sacerdote Shura" | 3 agosto 2003     | 3 agosto 2005     |
| 162 | Gan Forr chiacchiera con Pagaya: quando era in carica aveva cercato di porre fine alla guerra secolare tra i nativi di angel Island e shandia, ma senza successo. Inoltre l'intervento di Ener, che lo ha detronizzato, ha vanificato tutto. Nel sentire il suono del fischietto che ha donato alla ciurma di Rufy, parte immediatamente. Shura cerca di uccidere Chopper e danneggia la Going Merry perché sostiene che sia dovere dei sacerdoti uccidere coloro che vengono portati sull'altare sacrificale. La sua lancia è incandescente e la sua cavalcatura può sputare fuoco; per questo la Going Merry subisce gravi danni e Chopper è costretto a spezzare l'albero maestro per evitare che l'incendio si propaghi. Chopper prova ad attaccare Shura, ma questi sa utilizzare il mantra per prevedere gli attacchi e schivarli. Shura trafigge una spalla di Chopper e si prepara a dargli il colpo di grazia, ma a quel punto arriva Gan Forr. I due iniziano a combattere e Gan Forr sembra avere la meglio. In un'altra parte della foresta, Rufy si rialza dopo le gravi ferite subite per mano di Satori. Satori allora decide di dargli il colpo di grazia scagliandogli addosso una serie di sfere. |                   |                   |
| 163 | Una prova d'amore? 「摩訶不思議！紐の試練と恋の試練！？」 - Makafushigi! Himo no shiren to koi no shiren!? – "Sempre più misterioso! Prova del filo e prova d'amore!?" | 10 agosto 2003    | 5 agosto 2005     |
| 163 | Satori si prepara a scagliare un gruppo di sfere verso i suoi avversari con l'intenzione di sconfiggerli definitivamente. Rufy e Usop cercano di evitarle, ma continuano a essere vittime di alcune esplosioni. In un'altra parte di Skypiea i membri più importanti della tribù shandia discutono degli eventi più recenti: la ribellione nei confronti di Ener di Konis e l'intervento per salvarla di Gan Forr, che in quel momento sta combattendo contro Shura. Lo scontro tra Shura e Gan Forr prosegue senza sosta e sembra essere in vantaggio, ma all'improvviso l'uomo e Pierre si ritrovano immobilizzati a mezz'aria. Shura non perde tempo e trafigge Gan Forr con la sua lancia. Gan Forr cade in acqua e Chopper si tuffa per salvarlo; subito dopo Shura colpisce anche Pierre e lo fa cadere in acqua. Satori cerca nuovamente di colpire Rufy con il suo serpente di sfere esplosive e lo fa fuggire finché non afferra il filo con cui il serpente viene mosso. A questo punto decide di contrattaccare: spezza quest'ultimo in modo che Satori non possa più manovrarlo e quando lo tira nuovamente, Rufy glielo scaglia addosso. L'esplosione che ne deriva è enorme e Satori si salva per un pelo, rimanendo molto spaventato dal pericolo corso. Rufy allora approfitta della distrazione di Satori per salirgli sulle spalle e immobilizzarlo. Sanji, che ha ripreso i sensi, lo attacca e lo colpisce con tutta la sua forza, sconfiggendolo. |                   |                   |
| 164 | L'attacco di Shandia 「シャンドラの灯を燈せ！ 戦士ワイパー」 - Shandora no akari o se! Senshi Waipā – "La luce del fuoco di Shandora! Wiper il guerriero" | 17 agosto 2003    | 8 agosto 2005     |
| 164 | Sanji, Rufy e Usop, dopo essersi liberati di Satori, lasciano il territorio della prova della sfera. Chopper, Gan Forr e Pierre, svenuti e caduti nelle acque del mare bianco, vengono salvati da un gigantesco South Bird. Wiper comanda gli Shandia, una tribù che secoli prima viveva nell'Upper Yard e che venne cacciata dall'esercito divino. Aisa, capace di usare il Mantra avvisa Wiper che nell'Upper Yard sono in corso dei feroci combattimenti. Quindi gli Shandia decidono di attaccare Ener e il suo esercito. I tre sacerdoti rimasti, si preparano ad affrontare i pericolosi avversari. Nel frattempo Nami, Zoro e Robin analizzando la foresta dell'Upper Yard, si rendono conto che esso è in realtà una parte dell'isola di Jaya scagliata nel cielo dalla Knock Up Stream secoli fa. |                   |                   |
| 165 | La scoperta di Jaya, l'isola dell'oro 「天空の黄金郷ジャヤ！ 目指せ神の社！」 - Tenkū no ōgon sato Jaya! Mezase Kami no sha! – "La fluttuante terra d'oro, Jaya! Al santuario del dio!" | 24 agosto 2003    | 10 agosto 2005    |
| 165 | La corvetta attraversa un'altra zona della foresta e incrocia la strada con alcuni Shandia, che si stanno dirigendo al santuario per sconfiggere Ener. Rufy e Wiper si provocano a vicenda, ma poi proseguono per la loro strada. I tre pirati infatti percorrono a lungo la Milky Road, sfuggendo anche a una lampreda del cielo e ad alcuni squali, mentre gli Shandia affrontano i tre sacerdoti rimasti, che nonostante l'inferiorità numerica fronteggiano con maestria gli avversari. Nami, Robin e Zoro tornano alla Going Merry e trovano Chopper ferito e la nave in pessime condizioni. Subito dopo il gruppo di Rufy raggiunge l'altare sacrificale e perciò la ciurma si riunisce. Poiché si sta avvicinando la sera i pirati decidono di accamparsi nell'Upper Yard e durante la cena i due gruppi si scambiano le informazioni in possesso. Chopper cura Gan Forr dalle ferite riportate e intanto gli altri, soprattutto Rufy e Nami, decidono che il giorno dopo andranno alla ricerca del tesoro di cui parlava la coalizione della montagna delle scimmie. |                   |                   |
| 166 | Festa all'Upper Yard 「黄金前夜祭！「ヴァス」への想い！」 - Ōgon zenyasai! "Vasu" e no omoi! – "Sera di festa! Desiderio per il "Warth"!" | 7 settembre 2003  | 12 agosto 2005    |
| 166 | I sacerdoti di Ener infliggono diverse perdite agli Shandia e questi si ritirano al sopraggiungere della notte. I sacerdoti invece, vengono convocati al tempio divino da Ener. Nami unendo le mappe di Skypiea e di Jaya, riesce a capire il significato della misteriosa frase di Noland credo di aver visto l'oro nell'occhio destro del teschio. Jaya, infatti, prima che fosse divisa dalla Knock up Stream aveva la forma di un teschio. Nami suggerisce di dividere la ciurma in due gruppi uno di guardia alla nave e uno alla caccia del tesoro. La notte Rufy e compagni fanno un falò insieme ad alcuni lupi incuranti di trovarsi nella terra di Ener. Gan Forr si risveglia e spiega perché l'Upper Yard è così importante per gli abitanti del cielo, per Ener e per gli Shandia: esso è costituito da terra un elemento tanto comune nel mare blu, quanto inesistente in cielo. La terra è chiamata dagli abitanti del cielo e dagli Shandia col nome di Warth. |                   |                   |
| 167 | L'apparizione del Divino Eneru 「神エネル登場!!生き残りへの夜明曲」 - Goddo Eneru tōjō!! Ikinokori e no aubade – "Il dio Ener appare!! Aubade per i sopravvissuti" | 21 settembre 2003 | 17 agosto 2005    |
| 167 | Wiper e gli Shandia aspettano l'alba per attaccare l'esercito divino. I sacerdoti sono in riunione con Ener e con Yama. Ener svela ai suoi uomini il suo piano: distruggere l'isola nel cielo e dirigersi verso il mondo del sogno. Dopo i festeggiamenti, la ciurma di Rufy si riposa. Usop, svegliatosi per andare in bagno, si accorge che un'ombra avvolta dalla nebbia sta riparando la Going Merry. Il giorno dopo la nave è non solo completamente riparata, ma ha anche ripreso le sembianze che aveva prima di volare verso il cielo. Il piano di Nami è così delineato: Rufy, Zoro, Chopper e Robin si dirigeranno verso l'occhio del teschio per prendere l'oro, mentre Sanji, Nami e Usop circumnavigheranno l'Upper Yard per farsi trovare alla spiaggia settentrionale dell'isola. |                   |                   |
| 168 | Le rivelazioni di Gan Foll 「牙むく大蛇！遂に始まる生き残り合戦」 - Kiba muku uwabami! Tsui ni hajimaru sabaibaru gēmu – "Il serpente colpisce! Il gioco per la sopravvivenza ha inizio" | 12 ottobre 2003   | 19 agosto 2005    |
| 168 | La squadra di recupero si dirige con la Going Merry verso la spiaggia settentrionale. Gan Forr fa alcune importanti rivelazioni a Nami, Sanji e Usop: l'Upper Yard giunse nel cielo 400 anni fa e da quel momento iniziarono le lotte tra gli Shandia, tribù nativa di Jaya e quindi dello stesso Upper Yard e gli abitanti del cielo, che consideravano territorio sacro l'intera porzione di isola trasportata dalla knock up stream. Gan Forr governava prima di Ener e aveva cercato di arrivare ad una soluzione pacifica con gli Shandia. Le trattative furono però bruscamente interrotte sei anni prima degli eventi attuali, quando Ener giunse con i suoi sacerdoti nell'Upper Yard, sconfisse gli Shandia, detronizzò Gan Forr, si autonominò supremo e impose un regime tirannico fondato sulla paura su tutta Skypiea. Intanto Robin, Zoro, Chopper e Rufy vengono divisi dall'attacco di un gigantesco serpente. Gli shandia si lanciano all'attacco: la loro meta resta il tempio divino. |                   |                   |
| 169 | Eneru all'attacco! 「捨て身の排撃！『戦鬼』ワイパーの覚悟」 - Sutemi no Rijekuto! "Senki" Waipā no kakugo – "Il mortale Reject! La decisione del demone della guerra Wiper" | 19 ottobre 2003   | 22 agosto 2005    |
| 169 | Gan Forr spiega alla ciurma di Rufy il funzionamento dell'Impact Dial: essi riescono a immagazzinare una grande quantità di energia, che in seguito può essere sprigionata all'occorrenza. Inoltre rivela che anche i dial più comuni possono essere utilizzati come armi. Inoltre spiega ai pirati il funzionamento del Mantra: si tratta dell'abilità di sentire la presenza delle persone anche senza vederle e di prevedere le loro azioni. In quel momento Ener rivela a coloro che lo circondano che in tre ore resteranno in piedi solo cinque persone delle 81 che in questo momento si stanno affrontando nell'Upper Yard. Gli Shandia proseguono velocemente attraverso la foresta per raggiungere la dimora di Ener, ma improvvisamente non riescono più a muoversi a causa di Shura, che li ha intrappolati con i fili che costituiscono la sua prova i quali sono sottili, ma resistentissimi. Shura scopre che Wiper ha evitato la trappola e lo attacca, ma anche questi parte alla carica. Wiper si getta su Shura e nonostante venga trafitto alla spalla utilizza un reject dial, la cui potenza è dieci volte superiore a quella dell'impact dial. Shura crolla a terra privo di sensi. Gli Shandia si separano per evitare di cadere di nuovo tutti assieme nella stessa trappola e iniziano ad affrontare i guerrieri sacri. Wiper si imbatte in Rufy e i due si preparano a duellare. |                   |                   |
| 170 | Feroci battaglie 「空中の激戦！海賊ゾロＶＳ戦士ブラハム」 - Kūchū no gekisen! Kaizoku Zoro VS senshi Burahamu – "La feroce battaglia del cielo! Zoro il pirata contro Braham il guerriero" | 19 ottobre 2003   | 24 agosto 2005    |
| 170 | Zoro sconfigge una bestia feroce che lo stava attaccando. Chopper invece fugge inseguito da alcuni guerrieri sacri che cercano di ucciderlo. Alcuni Shandia li intercettano e li affrontano, permettendo a Chopper di salvarsi. Zoro è in svantaggio: Braham utilizza due pistole che mettono anche lampi di luce quando sparano e due Jet Sky che gli donano grande velocità e agilità. Zoro si distrae e viene ferito a una gamba da un proiettile; per questo decide di ricorrere ad una tecnica in grado di imitare le armi da fuoco. Braham ricomincia a sparare mentre Zoro si allontana per portarsi alla giusta distanza dal nemico. Da lì si prepara a scagliare un fendente che definisce simile a una cannonata; Braham non gli crede e si lancia contro Zoro, ma viene travolto dalla stoccata volante e crolla a terra privo di sensi. Chopper continua a vagare senza meta e finisce nella zona della prova della palude, presieduta da Gedatsu. Rufy invece inizia a combattere contro Wiper. A bordo della Going Merry Nami, Usop e Sanji vengono raggiunti da Ener, che fulmina Sanji in pochi istanti. |                   |                   |
| 171 | Rubber contro Wiper 「唸る燃焼砲!! ルフィＶＳ戦鬼ワイパー」 - Unaru nenshō hō!! Rufi VS Senki Waipā – "Il ruggente burn bazooka! Rufy contro Wiper il guerriero" | 26 ottobre 2003   | 26 agosto 2005    |
| 171 | Dopo Sanji anche Usop finisce fulminato da Ener, che poi scompare. Lo scontro tra Rufy e Wiper prosegue intensamente. Improvvisamente Rufy viene ingoiato dal gigantesco pitone che già in precedenza lo aveva attaccato con gli altri e Wiper prosegue la sua caccia a Ener. Sulla Going Merry i guai intanto non sono finiti, perché Nami e Gan Forr vengono attaccati da Hotori e Kotori, i due luogotenenti dell'esercito divino e fratelli di Satori. Nami e Gan Forr si apprestano a combatterli. Genbo, dopo aver sconfitto un manipolo di guerrieri sacri, viene rapidamente atterrato da Yama, la guardia imperiale. Nel frattempo Chopper sta per affrontare la prova della palude. |                   |                   |
| 172 | La prova della palude! 「沼の試練！チョッパーVS神官ゲダツ！！」 - Numa no shiren! Choppā VS shinkan Gedatsu!! – "La prova della palude! Chopper contro il sacerdote Gedatsu!!" | 2 novembre 2003   | 30 agosto 2005    |
| 172 | Robin analizzando le rovine, scopre che Shandora, la città dell'oro era la sede di un'antica civiltà dalla quale discendono gli attuali Shandia e che abitava Jaya secoli prima che parte dell'isola venisse spedita in cielo dalla Knock up Stream. Attraverso le rovine, Robin spera di fare luce sul misterioso secolo buio del quale non si sa assolutamente nulla. Improvvisamente Robin viene attaccata da Yama e inizia a combattere. Dopo un furioso scontro, Chopper riesce a battere Gedatsu e a superare la prova della palude. Gedatsu finisce inghiottito dalla palude e precipita nel Mare Blu. Aisa, intanto, si sta dirigendo verso l'Upper Yard; il suo waver si guasta e viene attaccata da ferocissimi squali, ma viene tratta in salvo da Konis e Pagaya. |                   |                   |
| 173 | L'imbattibile superiorità di Eneru 「無敵の能力！ 明かされるエネルの正体」 - Muteki no nōryoku! Akasa reru Eneru no shōtai – "L'abilità invincibile! La vera natura di Ener rivelata" | 9 novembre 2003   | 1º settembre 2005 |
| 173 | Sulla Going Merry, Nami e Gan Forr sconfiggono Hotori e Kotori. Gan Forr decide di mettersi all'inseguimento di Ener, preoccupato per la sorte dei soldati dell'esercito divino. Nami viene raggiunta da Konis, Pagaya e Aisa. Usando un Milky Dial, Pagaya è riuscito a creare una via d'uscita alternativa dall'Upper Yard. Kamakiri comprende la vera forza di Ener e cerca di scappare per avvisare Wiper, ma Ener con una scarica elettrica lo abbatte. |                   |                   |
| 174 | Shandora, la città fantasma 「幻の都！ 雄大なるシャンドラの遺跡！！」 - Maboroshi no to! Yūdai naru Shandora no iseki!! – "La città fantasma! Le magnifiche rovine di Shandora!!" | 16 novembre 2003  | 6 settembre 2005  |
| 174 | Nami, Pagaya, Konis e Aisa proseguono il viaggio a bordo della Going Merry. Nel frattempo nell'Upper Yard prosegue il gioco di sopravvivenza iniziato da Ener. Robin è in difficoltà contro Yama, che possiede straordinaria forza agilità e anche molto peso. Robin inoltre, cerca di proteggere le antiche rovine dalla furia di Yama, finendo per lasciarsi ferire. Per questo decide di farsi inseguire fino a un altro luogo in cui potrà combattere. Giunti in un vasto spiazzo, Robin utilizza il suo potere per capovolgere la situazione, sottomettendo Yama e gettandolo da un dirupo. In seguito Robin ricomincia a perlustrare le rovine di Shandora. Scopre che alcune di esse si trovano sotto le nuvole ed esplora quella parte nascosta fino a raggiungere il centro della città. |                   |                   |
| 175 | Chopper contro il sacerdote Ohm 「生存率０%!! チョッパーVS神官オーム」 - Seizon ritsu 0%!! Choppā VS shinkan Ōmu – "Probabilità di sopravvivenza 0%!! Chopper contro il sacerdote Ohm" | 21 dicembre 2003  | 8 settembre 2005  |
| 175 | Chopper scala il Giant Jack, la pianta al centro dell'isola, e si trova di fronte Ohm e il suo cane. La prova del ferro è fatale per Chopper, che viene presto sconfitto. Zoro intanto, girando in tondo è tornato all'altare del sacrificio. Laki entrata nell'Upper Yard incontra anche Kamakiri a terra sconfitto, che l'avvisa della pericolosità di Ener. Laki comincia così a cercare Wiper ed Ener. Mentre Nami e Aisa tornano indietro con il waver, il pitone gigantesco che aveva inghiottito Rufy le attacca, ma riescono a sfuggirgli. Wiper intenzionato ad arrivare al tempio divino, scala il Giant Jack, ma viene bloccato da Ohm. Alle rovine dove si tiene la prova del ferro giunge anche Gan Forr. Ohm è intenzionato a sottoporli alla sua prova e dal cielo piomba giù Zoro arrivato lì dopo che un South Bird (che nell'Upper Yard sono più grandi del normale) lo aveva portato in volo per tutta l'isola. Nei pressi delle rovine custodite da Ohm si aggira anche Robin. Infine ai quattro combattenti si aggiunge il pitone che, tormentato da Rufy al suo interno, ha salito rapidamente il Giant Jack. |                   |                   |
| 176 | Scontro a quattro fra le rovine 「“巨大豆蔓”(ジャイアントジャック)を登れ！！ 上層遺跡の死闘」 - Jaianto Jakku o nobore!! Jōsō iseki no shitō – "Scalare il Giant Jack!! Scontro alle rovine" | 4 gennaio 2004    | 13 settembre 2005 |
| 176 | Lo scontro tra Gan Forr, Zoro, Wiper e Ohm prosegue senza esclusione di colpi. Il posto però è disseminato di trappole messe da Ohm e il suo cane Holly, molto ben addestrato, dà non poche noie ai tre guerrieri. Laki, come tutti i sopravvissuti, continua a dirigersi verso il Giant Jack. Il serpente intanto continua a devastare le rovine e a infastidire i quattro combattenti. Alle rovine sul Giant Jack arrivano cinque soldati dell'esercito divino e tre superstiti dell'armata shandia. Giungono anche Nami e Aisa, seguite da tre soldati dell'esercito divino, presto abbattuti da Zoro, Wiper e Gan Forr. Gan Forr salva Nami e Aisa da un attacco sconsiderato di Wiper, ma abbassa la guardia e viene inghiottito dal signore del cielo insieme alle due ragazze e a Pierre. |                   |                   |
| 177 | L'ultima follia della prova del ferro 「鉄の試練の真骨頂！白荊デスマッチ！！」 - Tetsu no shiren no shinkocchō! Shiroibara desumacchi!! – "Test finale della prova del ferro! Scontro mortale delle spine bianche!!" | 18 gennaio 2004   | 15 settembre 2005 |
| 177 | Gli Shandia e i guerrieri sacri che si trovano nella zona della prova del ferro continuano a duellare. Ohm ordina al suo cane di attivare tutte le trappole, fino a formare una gabbia da cui è impossibile uscire. Zoro e Wiper si rialzano e si preparano a combattere di nuovo. Nel frattempo Laki raggiunge il campo di battaglia e riferisce a Wiper le parole di Kamakiri: Ener è troppo forte e non può essere sconfitto perché usa il fulmine. All'improvviso Ener compare alle sue spalle; Laki allora gli spara, ma senza riuscire a ferirlo e viene fulminata, cadendo a terra priva di sensi. Dopodiché Ener se ne va. Zoro e Wiper decidono di attaccare il grosso pitone per liberare i loro amici che si trovano nel suo stomaco, ma iniziano ad affrontarsi e a essere ostacolati da Ohm e dai suoi sottoposti. All'interno dell'animale, invece, Nami e gli altri cercano un modo per uscire e scoprono che anche Rufy era stato mangiato in precedenza. Mentre Wiper cerca di uccidere il pitone, Zoro decide di sconfiggere Ohm, ma lui possiede una spada fatta di nuvole di ferro, che è un materiale duro che lui però può modificare a suo piacimento. |                   |                   |
| 178 | Zoro il pirata contro Ohm il sacerdote 「ほとばしる斬撃！ゾロvs神官オーム！！」 - Hotobashiru zangeki! Zoro VS shinkan Ōmu!! – "L'attacco della lama serpeggiante! Zoro contro il sacerdote Ohm!!" | 25 gennaio 2004   | 20 settembre 2005 |
| 178 | Ohm toglie di mezzo gli ultimi due guerrieri Shandia sopravvissuti. Infine Zoro sconfigge Ohm. Robin nel frattempo trova delle rovine che le confermano l'esistenza di un Poignee Griffe e della città d'oro e nel mentre le compare davanti Ener. Conversando con Ener, scopre che questi ha prelevato tutto l'oro di Shandora per un suo misterioso progetto. Nel frattempo Moil, un sottoposto di Ener scampato alle lotte dell'Upper Yard, fugge verso la Going Merry. Moil informa Pagaya e Konis delle vere intenzioni di Ener: distruggere Angel Island e fuggire via con l'Arca Maxim, una nave volante che lo stesso esercito divino ha costruito per ordine di Ener. Ener, grazie al Mantra, si accorge di Moil e opera il suo giudizio divino. Pagaya fa appena in tempo a spostare Konis: Pagaya e Moil sono colpiti in pieno. |                   |                   |
| 179 | Il quintetto finale 「崩れゆく上層遺跡！終曲への五重奏！！」 - Kuzure yuku jōsō iseki! Finare heno kuintetto!! – "Le rovine crollano! Il quintetto finale!!" | 1º febbraio 2004  | 22 settembre 2005 |
| 179 | Dopo avere sconfitto Ohm e ordinato al cane di autostendersi, Zoro si avventa sul signore del cielo. Sia Zoro che Wiper, però, non riescono a scalfirlo. Improvvisamente Ener con un colpo devastante distrugge le rovine sul Giant Jack e fa precipitare tutti nelle rovine nascoste di Shandora. Mentre il signore del cielo cade, Nami e Gan Forr ne approfittano per uscire dalla bocca del gigantesco pitone. Rufy e Aisa però restano al suo interno e allora Pierre rimane con loro per aiutarli. Tra le rovine, Wiper riconosce l'antica città abitata dai suoi avi. Anche il serpente sembra riconoscere Shandora e comincia a lacrimare. Vedendolo abbastanza esagitato Ener lo fulmina con un solo colpo. La battaglia dell'Upper Yard e il gioco di sopravvivenza imbastito da Ener stanno per giungere a termine: rimangono in piedi Zoro, Robin, Wiper, Gan Forr, Nami e lui stesso. La profezia divina, però, stabilisce che solo in cinque debbano sopravvivere e si deve decidere chi dev'essere eliminato per ristabilire i conti. La maggioranza decide che il prescelto sarà Ener. |                   |                   |
| 180 | Il vero obiettivo di Eneru 「古代遺跡の対決！ 神エネルの目的！！」 - Kodai iseki no taiketsu! Goddo Eneru no mokuteki!! – "Scontro alle antiche rovine! Il desiderio del dio Ener!!" | 8 febbraio 2004   | 27 settembre 2005 |
| 180 | L'episodio inizia con un flashback di sei anni prima nel quale appare Gan Forr, quando ancora era dio (titolo onorifico che veniva dato a chi presiedeva l'Upper Yard), che riflette sulle ingiustizie compiute agli Shandia, finché arrivò Ener per usurpare il suo ruolo. Nel presente Konis corre verso Angel Island per informare la popolazione dei piani di Ener, che rivela le sue intenzioni di distruggere Skypiea e di raggiungere il Warth Fatato. Inoltre spiega che il suo potere deriva dal frutto Rombo Rombo. Gan Forr prova quindi a fermarlo, ma viene fulminato da una scarica di venti milioni di volt. Robin prova a fermare Ener con un trucco psicologico, ma lui non ci casca e colpisce anche lei. Zoro parte quindi all'attacco e taglia Ener, ma Ener sopravvive. Proprio mentre Nami si rende conto dell'invincibilità di Ener, Wiper blocca Ener con i Dial che ha ai piedi che sono costituiti di agalmatolite. Wiper utilizza quindi il potentissimo Reject Dial, colpendo in pieno Ener. |                   |                   |
| 181 | L'Arca Maxim 「限りない大地への野望 方舟マクシム！！」 - Hagiri nai daichi heno Fearī Vasu - Hakobune Makushimu!! – "L'ambizione del Warth Fatato - L'arca Maxim!!" | 15 febbraio 2004  | 29 settembre 2005 |
| 181 | Il frutto Rombo Rombo svela una sua grande capacità: grazie alle scariche elettriche Ener riattiva il proprio cuore e riprende i sensi. Con due scariche Ener sconfigge Zoro e Wiper, ma quest'ultimo si rialza ancora e allora Ener lo colpisce con una scarica ad altissimo voltaggio. Alla fine sopravvive Nami che finge di volere seguire Ener nel Warth Fatato per non essere uccisa. Ener conduce quindi Nami, che porta con sé il Waver al luogo in cui è custodita la gigantesca Arca Maxim, che è stata costruita con gran parte dell'oro della città di Shandora. L'oro è in grado di convogliare l'energia del fulmine di Ener necessaria a muovere la nave nel cielo. Nel frattempo Rufy Aisa e Pierre riescono a uscire dalla bocca del signore del cielo. I tre si accorgono dei corpi dei loro compagni. Robin allo stremo delle forze e senza più energie, rivela a Rufy il piano di Ener: distruggere Skypiea e tutti i suoi abitanti. Grazie al Mantra Aisa percepisce la presenza di Ener e Nami e quindi Rufy le chiede di condurlo da loro. |                   |                   |
| 182 | Scontro finale! 「に激突！ 海賊ルフィvs神エネル！！」 - Tsuini gekitotsu! Kaizoku Rufi VS Goddo Eneru!! – "Finalmente si scontrano! Il pirata Rufy contro il dio Ener!!" | 22 febbraio 2004  | 4 ottobre 2005    |
| 182 | Konis si dirige verso Angel Island; il suo arrivo nella piazza principale preoccupa tutti i presenti, che temono di essere coinvolti nella sentenza divina. In quel momento Ener si trova con Nami a bordo dell'Arca Maxim e le spiega che è in grado di sentire le voci di tutte le persone dell'isola grazie alla combinazione del Mantra e del suo frutto del diavolo. Konis esorta tutti a raggiungere il Cloud End prima che Ener distrugga l'isola, ma non viene creduta perché blasfema. Per la disperazione Konis rinnega Ener, ma non viene punita. Questa scelta di Ener dimostra agli abitanti di Angel Island che il destino dell'intera isola è ormai segnato, così inizia l'evacuazione immediata. Mckinley se ne incarica, rivelando di essere sempre stato a conoscenza della natura malvagia di Ener e di essersi schierato dalla sua parte solo per cercare di limitare la sua ira. Konis riparte diretta verso l'Upper Yard in modo da aiutare anche i suoi amici pirati a fuggire. Rufy si dirige di corsa verso Ener e raggiunge l'arca. Ener, infuriato perché la sua previsione si è rivelata sbagliata, lo attacca tre volte con i suoi fulmini, ma Rufy rimane illeso. Nami comprende che il corpo di gomma di Rufy fa da isolante dall'elettricità dei fulmini e gli permette di colpire Ener nonostante possieda i poteri di un frutto Rogia. |                   |                   |
| 183 | Il decollo dell'arca e la comparsa di Despia 「マクシム浮上！ 動き始めたデスピア！！」 - Makushimu fujō! Ugoki hajime ta Desupia!! – "L'arca Maxim si solleva! L'inizio del Despair!!" | 29 febbraio 2004  | 6 ottobre 2005    |
| 183 | I colpi di Rufy hanno effetto su Ener, ma questi grazie al mantra riesce a evitarli. Inoltre riesce a colpirlo grazie ad un bastone d'oro, che grazie al suo potere può fondere, e quindi modificarne la forma, e trasmettere calore, a cui Rufy non è immune a differenza dell'elettricità. Ener poi decide di mettere in moto l'Arca Maxim: con una scarica di duecento milioni di volt attiva i circuiti dell'imponente imbarcazione che comincia a salire nel cielo sovrastante l'Upper Yard. Tramite il Despair, un circuito particolare dell'arca attivato dal potere di Ener, un fumo nero fuoriesce da una ciminiera. Si tratta in realtà di cumulonembi che si aggregano e formano una coltre di nubi nere che comincia a coprire tutta Skypiea. Attraverso queste nuvole nere Ener è in grado di amplificare il suo potere e di distruggere qualsiasi cosa e ne fornisce una dimostrazione colpendo con un fulmine una parte di Angel Island. Rufy continua a combattere con Ener, cercando di non usare il pensiero per evitare il Mantra. Però riesce solo ad evitare gli attacchi di Ener, grazie al suo istinto. Allora allunga i suoi arti e cerca di colpire una grossa placca d'oro presente sulla nave. Gli arti rimbalzano contro di esso e colpiscono Ener che si trova dietro Rufy. Infatti il suo Mantra non riesce a prevedere il movimento degli arti, poiché casuale. |                   |                   |
| 184 | La sconfitta di Rubber 「ルフィ落下！ 神の裁きとナミの望み！！」 - Rufi rakka! Kami no sabaki to Nami no nozomi!! – "Rufy cade! Il giudizio del dio e il desiderio di Nami!!" | 7 marzo 2004      | 11 ottobre 2005   |
| 184 | Ener si rialza ancora e grazie ai suoi poteri intrappola il braccio di Rufy in una sfera d'oro resa incandescente dall'elettricità. Quest'ultima, lanciata fuoribordo, trascina Rufy con sé. Aisa è in groppa a Pierre, ma Ener li colpisce con una scarica. Ener decide quindi di prelevare la campana d'oro di Shandora prima di distruggere Skypiea e prima di andarsene. A bordo della Going Merry, Sanji e Usop si risvegliano. Pur essendo ancora deboli per i colpi ricevuti da Ener, i due decidono di salire sull'arca per salvare Nami. Konis torna a bordo della nave e non trova i due ragazzi. Sull'Arca Maxim, Nami, pur consapevole di non avere alcuna speranza, decide di affrontare Ener. |                   |                   |
| 185 | Un salvataggio in nome dell'amore! 「目覚めた二人！燃える恋の救出前線！！」 - Mezame ta ni nin! Moeru koi no kyūshutsu zensen!! – "Due persone si risvegliano! Un salvataggio in nome dell'amore!!" | 14 marzo 2004     | 13 ottobre 2005   |
| 185 | Grazie a Pierre, adesso svenuto, Aisa è riuscita a sopravvivere. Anche Rufy è vivo, ma deve fare i conti con la sfera che tiene intrappolato il suo braccio. Intanto Sanji e Usop sono riusciti a salire sull'arca e si separano per cercare Nami. La ragazza sta combattendo con il dio e proprio mentre Ener sta per fulminarla, giunge Usop in suo aiuto. In realtà i due possono fare ben poco e decidono quindi di fuggire dall'arca con il Waver. Mentre Nami recupera il veicolo Usop tiene impegnato Ener con il combattimento psicologico. Ener comunque lo colpisce, ma non riesce a finirlo perché Sanji calcia Usop sul Waver controllato da Nami. I due pirati fuggono via mentre Ener colpisce con una potenza scarica Sanji. Non può comunque gioire della sua vittoria, perché Sanji ha manomesso qualche congegno della nave volante. |                   |                   |
| 186 | L'inizio della catastrofe 「絶望への狂想曲 迫り来る空島の消滅！！」 - Zetsubō e no Kapuriccho - Semari kuru sora tō no shōmetsu!! – "Capriccio di distruzione - L'imminente sorte dell'isola del cielo!!" | 21 marzo 2004     | 18 ottobre 2005   |
| 186 | Ener riesce a rimettere in moto l'Arca Maxim senza troppi problemi. Approfittando della sua assenza Usop, grazie al suo rampino, riesce a risalire sulla nave volante e a prendere Sanji. Dopo essere scesi nell'Upper Yard i due ragazzi e Nami si dirigono verso la base del Giant Jack. Rufy, Aisa e Pierre, scalando la gigantesca pianta incontrano Robin e gli altri ancora svenuti. Si scopre che la campana d'oro di Shandora si trova sulla cima del Giant Jack: è qui che Ener si sta dirigendo ed è qui che Rufy ha intenzione di raggiungerlo. Anche Nami Usop e Sanji incontrano Robin, Aisa, Pierre e i compagni ancora svenuti. Poco dopo Zoro, Wiper e Gan Forr riprendono conoscenza, mentre Sanji e Chopper continuano a essere tramortiti. Nami decide di seguire con il Waver Rufy per fermarlo e convincerlo a fuggire. Nel frattempo, l'evacuazione di Skypiea prosegue a fatica ed Ener, tramite i cumulonembi inizia il suo distruttivo attacco. |                   |                   |
| 187 | La storia di Calgara e Nolan 「鐘の音の導き！大戦士と探検家の物語」 - Kane no oto no michibiki! Dai senshi to tanken ka no monogatari – "Guidati dal suono di una campana! Il grande guerriero e i racconti di un esploratore" | 28 marzo 2004     | 20 ottobre 2005   |
| 187 | Mentre Rufy e Nami continuano la scalata del Giant Jack comincia il lungo flashback di quattrocento anni fa sulla vera storia di Noland e di Calgara. Noland aveva la passione di botanica ed esplorava da due anni il tratto di mare in cui si trovava Jaya. Attratti dal suono di una campana, Noland e i suoi uomini attraccarono sull'isola. Gli abitanti di Jaya in quel momento erano colpiti da una violentissima epidemia che uccideva le persone e distruggeva i raccolti. Per fermare l'epidemia, il capovillaggio Pantri, poco prima di morire, suggerì di sacrificare alle divinità la fanciulla Musse. Recatosi all'altare dove stava avvenendo il sacrificio, Noland uccise il pitone gigante che stava per divorare Musse. Calgara, infuriato per questa mancanza di rispetto nei confronti delle divinità, attaccò Noland. Noland riuscì però a convincere gli indigeni di Jaya a farsi dare una possibilità per salvare il villaggio. Pantri gli concesse un giorno di tempo, quindi Noland iniziò a perlustrare l'isola alla ricerca del Kona, un albero da cui estrarre al corteccia, antidoto della malattia. Improvvisamente però un terremoto colpì Jaya, creando diverse crepe nel terreno. Noland rimase incastrato proprio in una di queste crepe, sotto lo sguardo quasi compiaciuto di Calgara. |                   |                   |
| 188 | La guarigione 「呪縛からの解放！大戦士が流した涙！！」 - Jubaku kara no kaihō! Dai senshi ga nagashi ta namida!! – "Libero dalla maledizione! Le lacrime del grande guerriero!!" | 28 marzo 2004     | 25 ottobre 2005   |
| 188 | Noland riesce a convincere Calgara di poter salvare il villaggio con delle speciali sostanze che è riuscito a trovare nella foresta. Calgara quindi dapprima uccide un gigantesco pitone, figlio del pitone ucciso in precedenza da Noland e poi lo salva. I due fermano il sacrificio dell'equipaggio di Noland e di Musse. Grazie alle sue conoscenze, Noland salva il villaggio dalla terribile epidemia. Noland e Calgara diventano grandi amici e lo stesso succede tra gli Shandia e l'equipaggio. Per premiare gli stranieri, la gente del villaggio consente a Calgara di condurre Noland e i suoi uomini a Shandora, la città completamente rivestita d'oro che gli Shandia difendono da secoli. Calgara permette agli uomini di Noland di prendere tutto l'oro e tutti i tesori che vogliono, mentre mostra a all'amico la luce di shandora, la campana d'oro che da secoli fa udire il suo rintocco in tutto il tratto di mare circostante Jaya. Improvvisamente però gli Shandia, dopo notti intere passate a festeggiare con gli stranieri, si mostrano scontrosi e schivi. |                   |                   |
| 189 | Un'eterna amicizia 「永遠の親友！大海原に響く誓いの鐘！！」 - Eien no shinyū! Dai unabara ni hibiku chikai no kane!! – "Un'eterna amicizia! La campana del giuramento risuona attraverso il grande oceano!!" | 4 aprile 2004     | 27 ottobre 2005   |
| 189 | Gli Shandia erano scontrosi nei confronti degli uomini di Noland perché aveva fatto tagliare una serie di alberi considerati sacri dagli abitanti di Jaya. Noland costrinse i suoi uomini a lasciare a terra tutto l'oro offerto da Calgara, anche se l'aveva fatto per un motivo ben preciso: quegli albero erano non solo già morti, ma continuavano a portare la malattia che aveva afflitto gli Shandia. Quando Calgara lo scoprì, corse verso la spiaggia per chiedergli perdono e Noland promise a Calgara che sarebbe tornato. Noland tornò nel Mare Settentrionale e comunicò di avere trovato una città tutta d'oro. Il re dell'isola, avido d'oro, organizzò quindi una nuova spedizione nella rotta maggiore con lo scopo di arrivare a Shandora. In quel periodo però, la Knock up Stream scagliò una parte di Jaya nel cielo, che nel presente costituisce l'Upper Yard. I rintocchi della campana d'oro furono uditi ovunque nel cielo: iniziò quindi la plurisecolare lotta tra guerrieri Shandia e l'esercito divino per il possesso della terra sacra. Proprio in una di queste lotte, Calgara perse la vita. Noland riuscì a tornare a Jaya, ma non trovò più la città. Fu arrestato per avere detto una menzogna e fu giustiziato. Nel presente, Wiper vuole riprendere possesso di Shandora non solo perché è la terra dei suoi avi, ma anche perché vuole suonare la campana per mantenere la promessa fatta da Calgara: ciò che rende assai determinato Wiper è proprio quella grande ed eterna amicizia tra Calgara e Noland. Ener ad ogni modo, ha portato un violento attacco a Angel Island e si appresta a distruggere tutto. Rufy intanto continua a salire il Giant Jack. |                   |                   |
| 190 | La scomparsa di Angel Island 「エンジェル島消滅！雷迎降臨の恐怖！！」 - Enjerushima shōmetsu! Raigō mukae kōrin no kyōfu!! – "La distruzione di Angel Island! Il terrore del Raigō!!" | 25 aprile 2004    | 3 novembre 2005   |
| 190 | Rufy raggiunge il tempio divino ormai praticamente distrutto. Cerca di salire ancora più in alto, ma Ener crea un Raigo, un'enorme sfera nera da cui vengono scagliati una grande quantità di fulmini, che distrugge gran parte di Angel Island. Rufy viene quindi raggiunto da Nami. Grazie alle parole di Robin, intanto, Wiper scopre che la campana si trova in cima alla pianta ed è più che mai determinato a raggiungerla per farla suonare. Ma anche Rufy ha lo stesso obiettivo: vuole suonare la campana per farne udire i rintocchi a Cricket e dimostrargli che Noland stava dicendo la verità. Cerca quindi più volte di continuare a salire, ma viene ripetutamente fermato. Rufy comunque non si arrende e non presta ascolto a Nami, che lo invita a tornare alla Going Merry per fuggire da Skypiea. Ener nel frattempo, con un attacco di proporzioni gigantesche, cancella Angel Island dalla volta celeste. |                   |                   |
| 191 | L'ultima possibilità di fuga 「巨大豆蔓(ジャイアントジャック)を倒せ！脱出への最後の望み」 - Jaianto Jakku o taose! Dasshutsu e no saigo no nozomi – "Crolla il Giant Jack! L'ultima speranza di fuga" | 2 maggio 2004     | 8 novembre 2005   |
| 191 | Ener giunge per primo alla campana d'oro e si prepara a distruggere anche l'Upper Yard. Tutti i tentativi di Rufy di scalare il Giant Jack si rivelano inutili per via della sfera d'oro che continua a opprimere il suo braccio. Nami fa cadere dove sono i suoi compagni una foglia in cui è disegnato il seguente piano: distruggere la base del Giant Jack per farlo cadere a ovest, in direzione dell'Arca Maxim. Zoro, Usop e il serpente colpiscono la pianta, ma i loro colpi non sono sufficienti. Wiper intanto non riesce a capire perché Rufy voglia a tutti i costi suonare la campana. Robin svela a Wiper l'esistenza di Cricket, discendente di Noland, che è alla ricerca della città d'oro e spiega che Rufy vuole suonare la campana per dimostrargli che questa esiste davvero. Wiper distrugge allora la base del Giant Jack usando il Reject Dial. La gigantesca pianta comincia lentamente a inclinarsi, così Nami e Rufy usando il Waver, cominciano a percorrerla in direzione dell'arca, continuamente ostacolati da Ener. |                   |                   |
| 192 | Il miracolo e il canto dell'isola 「神の国の奇跡！天使に届いた島の歌声！！」 - Kami no kuni no kiseki! Tenshi ni todoi ta Rabu Songu!! – "Il miracolo nella terra del dio! Una canzone d'amore udita dagli angeli!!" | 9 maggio 2004     | 10 novembre 2005  |
| 192 | Ener, usando il circuito Despair e i suoi poteri, crea un altro Raigo destinato a distruggere l'Upper Yard. Mentre Konis, Mckinley, gli Shandia e tutti gli abitanti del cielo pregano affinché Skypiea si salvi, Nami e Rufy saltano dal Giant Jack in direzione dell'arca. Rufy lancia di sotto Nami e il Waver per non farle correre pericoli ed entra nel cumulonembo. Il Giant Jack si spezza del tutto e cade sull'isola. Lanciando colpi potenti e veloci in ogni direzione e sfruttando la sfera d'oro che ha al braccio, Rufy riesce a distruggere il Raigo, attirando tutta l'elettricità con l'oro, salvando l'Upper Yard dalla distruzione. Ener adirato per il fallimento del suo piano attacca Rufy con una scarica da duecento milioni di volt, ma i fulmini sono del tutto inefficaci su Rufy. Rufy colpisce in pieno Ener e lo scaglia contro la campana, distruggendo così la sfera d'oro che aveva al braccio. Grazie a questo, dopo quattrocento anni, la luce di Shandora torna a far udire i suoi rintocchi. |                   |                   |
| 193 | La fine della battaglia 「戦いの終焉！遠く鳴り響く誇り高き幻想曲」 - Tatakai no shūen! Tooku narihibiku hokori takaki Fantajia – "La battaglia volge al termine! L'eco lontano dell'orgogliosa fantasia!" | 23 maggio 2004    | 15 novembre 2005  |
| 193 | La battaglia dell'Upper Yard si è finalmente conclusa e con essa una guerra vecchia quattrocento anni. Tutti odono il rintocco della campana: gli Shandia, gli abitanti del cielo, la ciurma di Rufy e perfino la coalizione della montagna delle scimmie su Jaya. Cricket adesso sa che la città d'oro esiste davvero e si trova nel cielo. Abitanti del cielo e Shandia raggiungono l'Upper Yard, visto che sia Angel Island che il villaggio Shandia sono stati completamente distrutti. I guerrieri Shandia sono ancora vivi, e così anche Pagaya. Chopper presta le sue cure ai feriti, mentre Gan Forr trova gli uomini del suo vecchio esercito che avevano costruito l'Arca Maxim e li restituisce alle loro famiglie. La campana, l'Arca Maxim ed Ener sono precipitati nel mare bianco. Ener, però è ancora vivo e, rimessa in moto l'arca, si dirige definitivamente verso il Warth Fatato. La notte vede abitanti del cielo, Shandia e pirati festeggiare insieme. |                   |                   |
| 194 | Fuga improvvisa 「我ここに至る！歴史の本文が紡ぐもの」 - Ware koko ni itaru! Pōneguripfu no honbun ga tsumugu mono – "Io sono stato qui! Il filo del fuso dei Poignee Griffe" | 6 giugno 2004     | 17 novembre 2005  |
| 194 | Dopo giorni di festeggiamenti, Nami e Rufy ideano un piano di fuga dall'isola. Parte della ciurma esplora l'interno dell'enorme serpente mentre sta dormendo e trova numerosi oggetti d'oro. Konis prepara la nave alla partenza, mentre Zoro si allena e Usop mercanteggia con gli abitanti del cielo barattando oggetti inutili come elastici con dial. Nel frattempo la campana d'oro viene ritrovata. E' incastrata nel mare bianchissimo ed è necessario lo sforzo congiunto di shandia e nativi di angel Island per recuperarla. Alla base della campana c'è il Poignee Griffe. Robin, leggendolo, scopre che parla di Poseidon, un'altra arma ancestrale diversa da Pluton, l'arma descritta nel Poignee Griffe del regno di Alabasta. Inoltre legge un'altra iscrizione che si scopre essere stata scritta da Gol D. Roger, e viene a sapere da Gan Forr che il Re dei Pirati era già stato sull'isola del cielo. Gli Shandia, per ringraziare i pirati offrono loro una delle colonne d'oro che reggevano la campana e che nella caduta si era spezzata. Mentre la stanno portando a Rufy e agli altri i pirati, pensando che gli abitanti del cielo vogliano catturarli perché hanno preso indebitamente dell'oro, fuggono verso la Going Merry. Robin, pur cosciente dell'equivoco, li segue verso la nave. |                   |                   |
| 195 | Ritorno a casa 「いざ青海へ！！想いが織りなす最終楽章」 - Iza aomi e!! Omoi ga orinasu saishū gakushō – "Verso il mare blu!! Memorie di un intrecciato finale" | 13 giugno 2004    | 22 novembre 2005  |
| 195 | La ciurma raggiunge la Going Merry e con essa il Cloud End, la porta per la via che conduce al Mare Blu. Konis e Pagaya accompagnano la ciurma all'inizio della discesa e per evitare che la nave precipiti, chiamano in soccorso un polpo mongolfiera. La campana d'oro di Shandora suona ancora una volta per salutare i pirati. Intanto gli abitanti del cielo e Shandia hanno frattanto scelto Gan Forr al posto di Ener. Rufy e gli altri lasciano Skypiea e tornano così nel mare blu. Un inconveniente però fa restringere il polpo mongolfiera. Per evitare che la nave precipiti da chilometri di altezza Usop applica dei dial ventosi sul fondo della nave. Non sono comunque sufficienti perché il polpo si restringe del tutto e diventa piccolissimo, ma ormai la nave è a poche decine di metri dalla superficie del mare. Una volta nel mare, la Going Merry viene accolta da diversi riflettori: la ciurma è atterrata nel bel mezzo di una base della marina. |                   |                   |

## DVD

### Giappone
Gli episodi della sesta stagione di One Piece sono stati distribuiti in Italia anche tramite DVD, tre per disco, da agosto 2004.
La prima tabella riguarda la prima parte della sesta stagione, mentre la seconda tabella la seconda parte.
| N° | Data              | Dischi | Episodi | Extra | Fonte  |
| -- | ----------------- | ------ | ------- | ----- | ------ |
| 1  | 4 agosto 2004     | 1      | 144-146 | /     | [ 2 ]  |
| 2  | 1º settembre 2004 | 1      | 147-149 | /     | [ 3 ]  |
| 3  | 6 ottobre 2004    | 1      | 150-152 | /     | [ 4 ]  |
| 4  | 3 novembre 2004   | 1      | 153-155 | /     | [ 5 ]  |
| 5  | 1º dicembre 2004  | 1      | 156-158 | /     | [ 6 ]  |
| 6  | 13 gennaio 2005   | 1      | 159-161 | /     | [ 7 ]  |
| 7  | 2 febbraio 2005   | 1      | 162-164 | /     | [ 8 ]  |
| 8  | 2 marzo 2005      | 1      | 165-167 | /     | [ 9 ]  |
| 9  | 6 aprile 2005     | 1      | 168-170 | /     | [ 10 ] |
| 10 | 11 maggio 2005    | 1      | 171-173 | /     | [ 11 ] |

| N° | Data             | Dischi | Episodi | Extra | Fonte  |
| -- | ---------------- | ------ | ------- | ----- | ------ |
| 11 | 1º giugno 2005   | 1      | 174-176 | /     | [ 12 ] |
| 12 | 6 luglio 2005    | 1      | 177-179 | /     | [ 13 ] |
| 13 | 3 agosto 2005    | 1      | 180-182 | /     | [ 14 ] |
| 14 | 7 settembre 2005 | 1      | 183-185 | /     | [ 15 ] |
| 15 | 5 ottobre 2005   | 1      | 186-188 | /     | [ 16 ] |
| 16 | 2 novembre 2005  | 1      | 189-191 | /     | [ 17 ] |
| 17 | 7 dicembre 2005  | 1      | 192-193 | /     | [ 18 ] |
| 18 | 11 gennaio 2006  | 1      | 194-195 | /     | [ 19 ] |